# Tournoi d'échecs de Moscou 1925

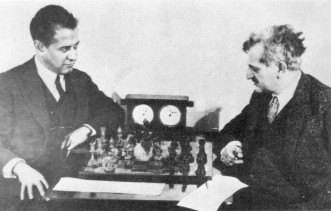
José Raúl Capablanca et Emanuel Lasker.

Le tournoi international d'échecs de Moscou 1925 a été organisé par Nikolaï Krylenko à Moscou du 10 novembre au 8 décembre 1925. Il fut remporté par Efim Bogoljubov devant les champions du monde José Raúl Capablanca et Emanuel Lasker.

## Organisation
Il s'agit du premier tournoi international financé par l'état soviétique. Onze joueurs étrangers de premier plan y participaient ainsi que dix maîtres soviétiques. Les champions du monde José Raúl Capablanca et son prédécesseur Emanuel Lasker étaient attirés par les prix. On s'attendait à un affrontement entre les deux joueurs, comme au Tournoi de New York 1924 mais c'est Efim Bogoljubov qui remporta le tournoi. Lasker finit à nouveau devant Capablanca.

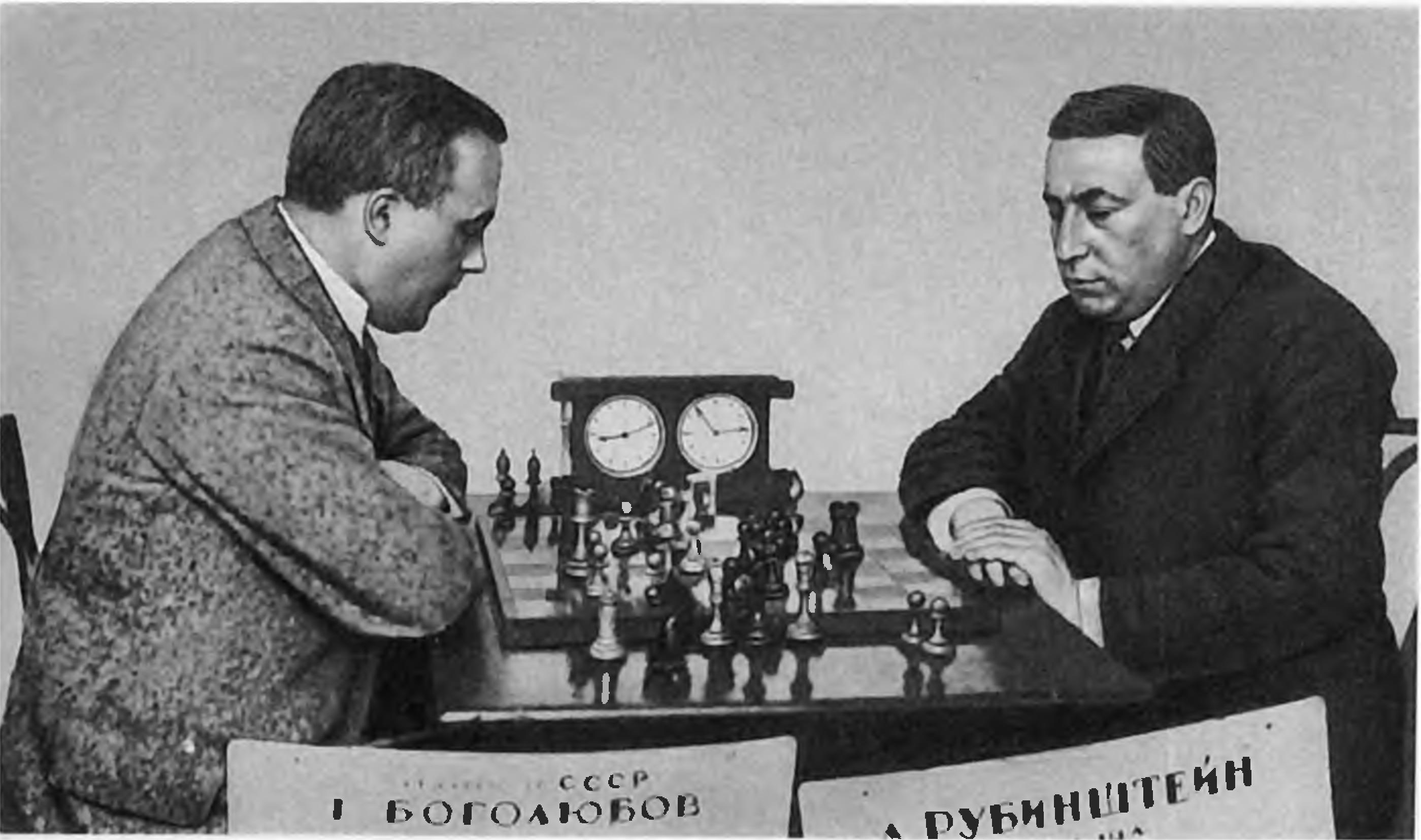
Efim Bogoljubov — Akiba Rubinstein
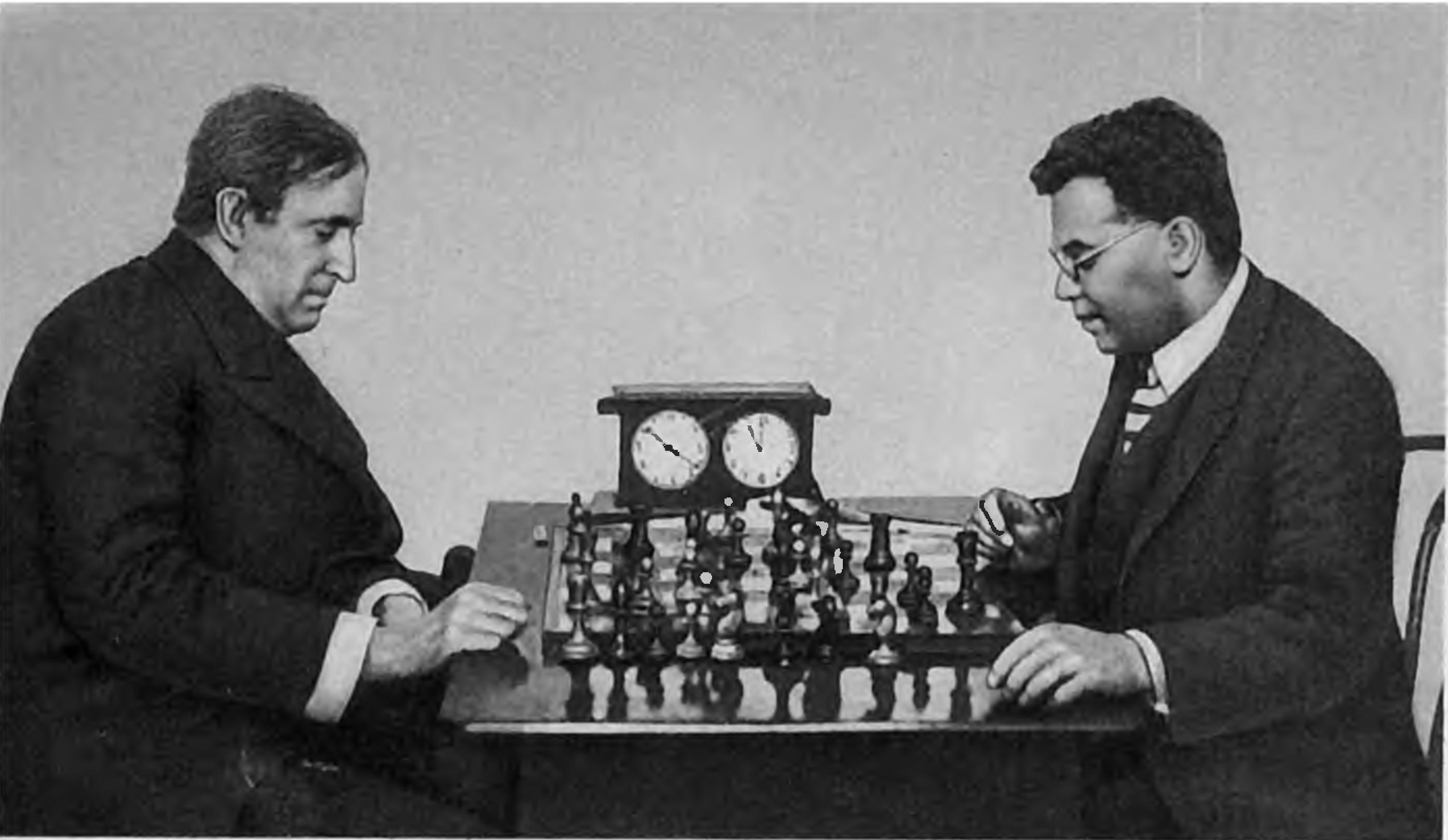
Frank Marshall — Richard Réti
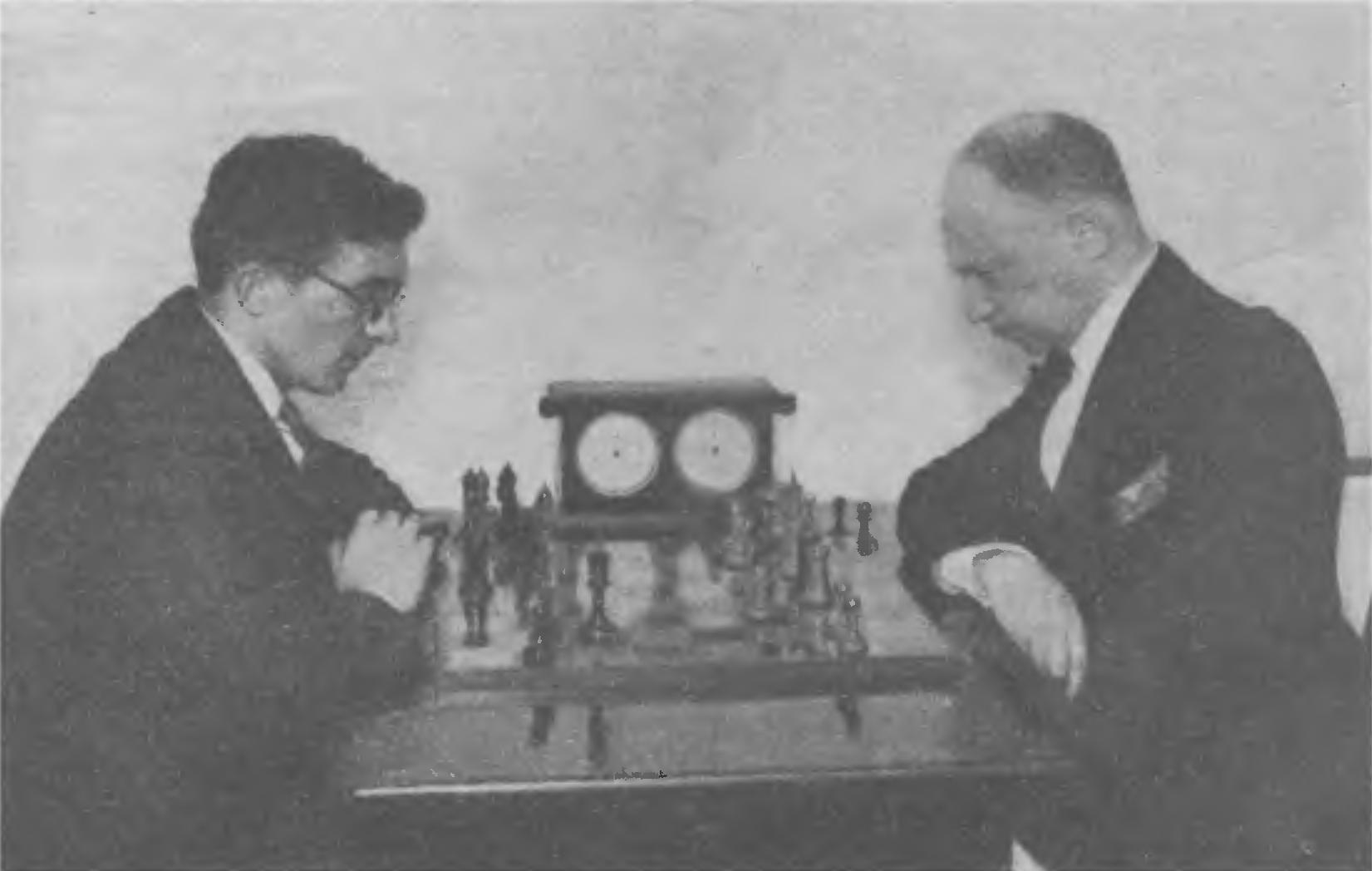
Carlos Torre — Xavier Tartakover]

L'événement a suscité beaucoup d'intérêt parmi la population. Des centaines de spectateurs suivirent les parties dans l'hôtel Metropol et des dizaines de milliers regardaient les parties reproduites sur des échiquiers de démonstration dans la ville. La victoire de Bogoljubov fut perçue comme une victoire soviétique. Bogoljubov quitta cependant l'URSS pour l'Allemagne en 1926
Le court-métrage La Fièvre des échecs de Poudovkine utilise de nombreuses images de ce tournoi.

## Résultats
Les résultats et le classement final fut le suivant :
| #  |                          | 1 | 2 | 3 | 4 | 5 | 6 | 7 | 8 | 9 | 10 | 11 | 12 | 13 | 14 | 15 | 16 | 17 | 18 | 19 | 20 | 21 | Total |
| -- | ------------------------ | - | - | - | - | - | - | - | - | - | -- | -- | -- | -- | -- | -- | -- | -- | -- | -- | -- | -- | ----- |
| 1  | Efim Bogoljubov          | x | ½ | 0 | ½ | 1 | 1 | 0 | ½ | 1 | 1  | ½  | 1  | 1  | ½  | 1  | 1  | 1  | 1  | 1  | 1  | 1  | 15,5  |
| 2  | Emanuel Lasker           | ½ | x | ½ | 1 | ½ | 0 | ½ | 1 | ½ | 1  | 1  | 1  | 1  | 1  | 0  | ½  | 1  | ½  | ½  | 1  | 1  | 14    |
| 3  | José Raúl Capablanca     | 1 | ½ | x | 1 | 1 | ½ | ½ | ½ | ½ | 0  | 1  | 0  | ½  | ½  | ½  | ½  | 1  | 1  | 1  | 1  | 1  | 13,5  |
| 4  | Frank Marshall           | ½ | 0 | 0 | x | ½ | 0 | 1 | 1 | ½ | 0  | 1  | 1  | 1  | 1  | 1  | 1  | ½  | 0  | ½  | 1  | 1  | 12,5  |
| 5  | Xavier Tartakover        | 0 | ½ | 0 | ½ | x | ½ | 1 | ½ | ½ | ½  | ½  | 1  | 1  | 1  | ½  | 1  | 1  | ½  | ½  | ½  | ½  | 12    |
| 6  | Carlos Torre             | 0 | 1 | ½ | 1 | ½ | x | ½ | 0 | ½ | ½  | 0  | 1  | ½  | ½  | 1  | ½  | 0  | 1  | 1  | 1  | 1  | 12    |
| 7  | Richard Réti             | 1 | ½ | ½ | 0 | 0 | ½ | x | 1 | 0 | 1  | 1  | ½  | 0  | ½  | ½  | 1  | 1  | ½  | 1  | ½  | ½  | 11,5  |
| 8  | Piotr Romanovski         | ½ | 0 | ½ | 0 | ½ | 1 | 0 | x | 1 | 0  | ½  | 1  | 0  | 0  | 1  | 1  | 1  | ½  | 1  | 1  | 1  | 11,5  |
| 9  | Ernst Grünfeld           | 0 | ½ | ½ | ½ | ½ | ½ | 1 | 0 | x | 1  | ½  | ½  | ½  | 0  | ½  | 1  | 1  | ½  | ½  | ½  | ½  | 10,5  |
| 10 | Alexandre Iline-Jenevski | 0 | 0 | 1 | 1 | ½ | ½ | 0 | 1 | 0 | x  | ½  | 0  | 1  | ½  | 0  | ½  | 1  | ½  | ½  | 1  | 1  | 10,5  |
| 11 | Fedor Bogatyrtchouk      | ½ | 0 | 0 | 0 | ½ | 1 | 0 | ½ | ½ | ½  | x  | ½  | ½  | 1  | ½  | 1  | ½  | ½  | ½  | ½  | 1  | 10    |
| 12 | Boris Verlinski          | 0 | 0 | 1 | 0 | 0 | 0 | ½ | 0 | ½ | 1  | ½  | x  | 1  | 1  | 1  | ½  | 0  | 1  | ½  | 1  | 0  | 9,5   |
| 13 | Rudolf Spielmann         | 0 | 0 | ½ | 0 | 0 | ½ | 1 | 1 | ½ | 0  | ½  | 0  | x  | 1  | 1  | ½  | ½  | 1  | ½  | 0  | 1  | 9,5   |
| 14 | Akiba Rubinstein         | ½ | 0 | ½ | 0 | 0 | ½ | ½ | 1 | 1 | ½  | 0  | 0  | 0  | x  | 1  | 0  | 0  | 1  | 1  | 1  | 1  | 9,5   |
| 15 | Grigory Levenfish        | 0 | 1 | ½ | 0 | ½ | 0 | ½ | 0 | ½ | 1  | ½  | 0  | 0  | 0  | x  | 1  | 1  | ½  | ½  | 1  | ½  | 9     |
| 16 | Ilia Rabinovitch         | 0 | ½ | ½ | 0 | 0 | ½ | 0 | 0 | 0 | ½  | 0  | ½  | ½  | 1  | 0  | x  | 1  | ½  | 1  | 1  | 1  | 8,5   |
| 17 | Frederick Yates          | 0 | 0 | 0 | ½ | 0 | 1 | 0 | 0 | 0 | 0  | ½  | 1  | ½  | 1  | 0  | 0  | x  | 1  | ½  | 0  | 1  | 7     |
| 18 | Friedrich Sämisch        | 0 | ½ | 0 | 1 | ½ | 0 | ½ | ½ | ½ | ½  | ½  | 0  | 0  | 0  | ½  | ½  | 0  | x  | 0  | 1  | 0  | 6,5   |
| 19 | Solomon Gotthilf         | 0 | ½ | 0 | ½ | ½ | 0 | 0 | 0 | ½ | ½  | ½  | ½  | ½  | 0  | ½  | 0  | ½  | 1  | x  | 0  | ½  | 6,5   |
| 20 | Fiodor Douz-Khotimirski  | 0 | 0 | 0 | 0 | ½ | 0 | ½ | 0 | ½ | 0  | ½  | 0  | 1  | 0  | 0  | 0  | 1  | 0  | 1  | x  | 1  | 6     |
| 21 | Nikolaï Zoubarev         | 0 | 0 | 0 | 0 | ½ | 0 | ½ | 0 | ½ | 0  | 0  | 1  | 0  | 0  | ½  | 0  | 0  | 1  | ½  | 0  | x  | 4,5   |